# توني كيد بامبارا
توني كيد بامبارا (بالإنجليزية: Toni Cade Bambara)‏ (25 مارس 1939، نيويورك في الولايات المتحدة - 9 ديسمبر 1995، بنسيلفانيا في الولايات المتحدة)؛ كاتِبة ومؤلِّفة، شاعرة، أستاذة جامعية وروائية أمريكية.

## الجوائز
- الجوائز الأميركية للكتاب

## روابط خارجية
- توني كيد بامبارا على موقع IMDb (الإنجليزية)
- توني كيد بامبارا على موقع الموسوعة البريطانية (الإنجليزية)
- توني كيد بامبارا على موقع إن إن دي بي (الإنجليزية)